# Fraserella altivolans
Fraserella altivolans är en tvåvingeart som beskrevs av Steyskal 1966. Fraserella altivolans ingår i släktet Fraserella och familjen husflugor. Inga underarter finns listade i Catalogue of Life.